# Hoppernkopf
Der Hoppernkopf, nicht zu verwechseln mit dem nahen Hopperkopf, zwischen Bruchhausen und Willingen ist ein 805,6 m ü. NHN hoher Berg des Rothaargebirges im Hochsauerlandkreis in Nordrhein-Westfalen, dessen Gipfel nahe der Grenze zum Landkreis Waldeck-Frankenberg in Hessen liegt.

## Geographie

### Lage
Der Hoppernkopf liegt an der Nahtstelle von Sauerland und Upland zwischen Hoppern (zu Willingen) im Osten und Bruchhausen (zu Olsberg) im Westen. Sein Gipfel erhebt sich auf nordrhein-westfälischer Seite in der Gemarkung Brilon etwa 300 m nordwestlich der Grenze zum nordwestlichen Teil Nordhessens. Die hessischen Bereiche des bewaldeten Berges gehören zum Naturpark Diemelsee. Nach Norden leitet die Landschaft zum Höhenzug Schellhorn mit dem Großen Kluskopf (761 m) und dem Rehkopf (674,7 m) über. Östlich vorbei am Hoppernkopf fließt die Hoppecke, südwestlich seiner Gipfelregion entspringt die Schmala und auf der Ostflanke der Bach an der Landesgrenze, die beide Zuflüsse der Hoppecke sind.

### Naturräumliche Zuordnung
Der Hoppernkopf gehört in der naturräumlichen Haupteinheitengruppe Süderbergland (Nr. 33), in der Haupteinheit Rothaargebirge (mit Hochsauerland) (333) und in der Untereinheit Winterberger Hochland (333.5) zum Naturraum Langenberg (333.58), wobei im Norden die Untereinheit Hochsauerländer Schluchtgebirge (333.8) mit dem Naturraum Schellhorn- und Treiswald (333.82) angrenzt.

## Richtplatz des Kurkölner Gogerichts

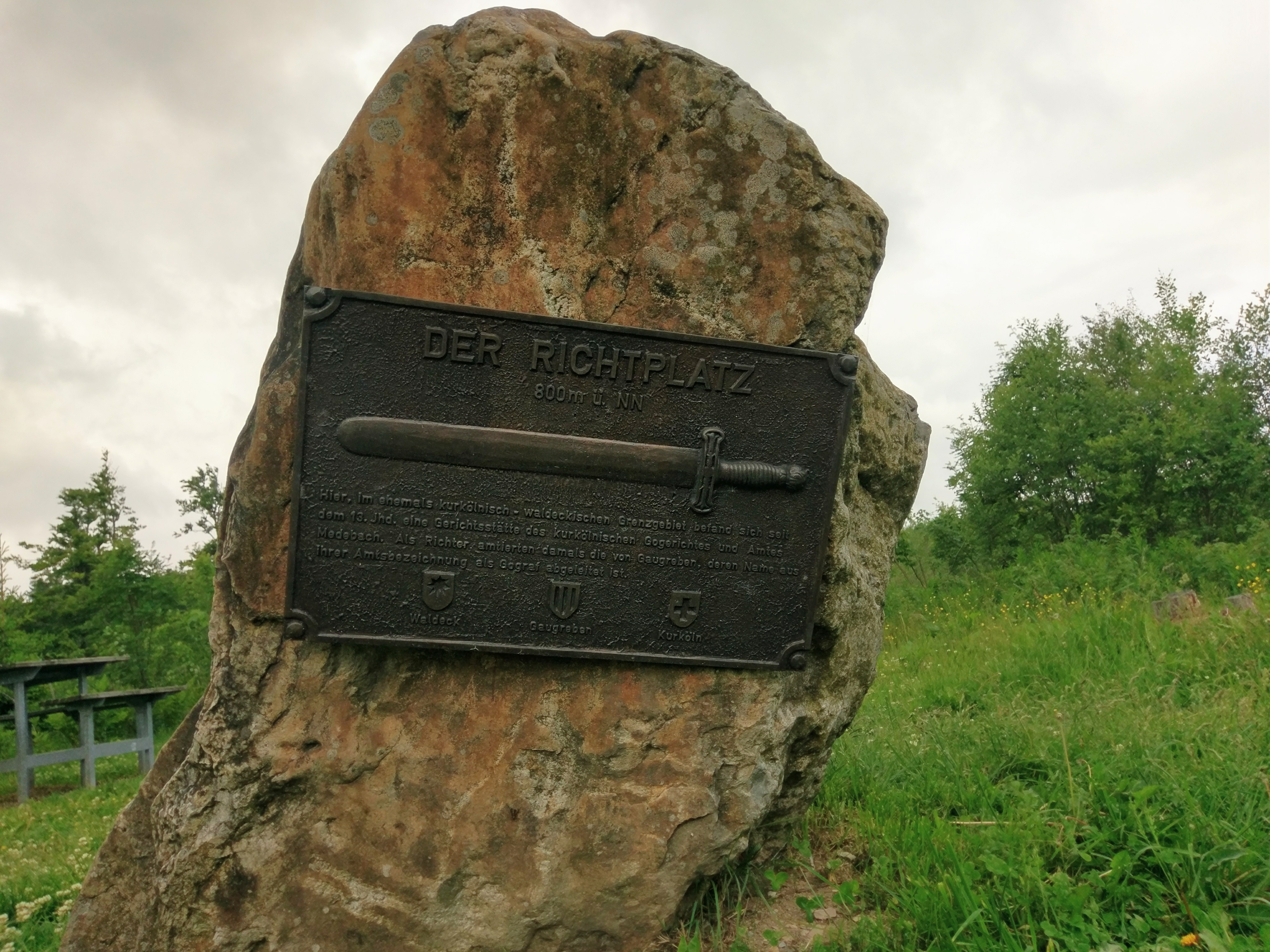
Gedenkstein auf ehemaligem Richtplatz des Kurkölner Gogerichts

Knapp 1 km südsüdwestlich des Hoppernkopfgipfels liegt oberhalb des Quellbereichs der Schmala ein ehemaliger Richtplatz (⊙) des Kurkölner Gogerichts. Er befindet sich direkt südöstlich der Landesgrenze auf hessischem Gebiet bei 762,6 m Höhe (statt 800 m Höhe laut Inschrift am dortigen Gedenkstein).
Inschrift der Bronzetafel des Gedenksteins:
„Hier, im ehemals kurkölnisch-waldeckischen Grenzgebiet befand sich seit dem 13. Jhd. eine Gerichtsstätte des kurkölnischen Gogerichtes und Amtes Medebach. Als Richter amtierten damals die von Gaugreben, deren Name aus ihrer Amtbezeichnung als Gograf abgeleitet ist.“

## Landschaftsschutz
Auf nordrhein-westfälischer Seite des Hoppernkopfs liegen Teile der Landschaftsschutzgebiete Hoppecke-Diemel-Bergland (Landschaftstyp A) (CDDA-Nr. 345020; 1989 ausgewiesen; 78,03 km² groß) und Olsberg (CDDA-Nr. 555554922; 1984; 79,409 km²).

## Verkehr, Wandern und Sport
Östlich vorbei am Hoppernkopf führt im Hoppecketal zwischen Brilon-Wald und Willingen die Bundesstraße 251, von der in Willingen eine zu dessen Ortsteil Hoppern und somit auf die Südflanke des Berges verlaufende Stichstraße abzweigt. Sein Gipfel, das Quellgebiet der Schmala und der Richtplatz ist auf Wald- und Wanderwegen zu erreichen, zum Beispiel auf dem Rothaarsteig, der durch die Quellgebiete von Hoppecke und Schmala und vorgenannten Richtplatz verläuft. Von Willingen führt ein Schlepplift auf die südlichen Berghochlagen und auf die Ostflanke ein weiterer, die mit ihren Skipisten zum Skigebiet Willingen gehören.